# Harmonia Lenis
Harmonia Lenis (ハルモニア・レニス) est un duo instrumental, flûte à bec et clavecin, spécialisé dans le répertoire ancien et la musique de chambre. Créé en 2009 à Cologne par Akemi Murakami (村上 暁美) et Kenichi Mizuuchi (水内 謙一), ils en assurent tous deux la direction artistique.

## Historique

### Création
Composé d’Akemi Murakami (clavecin) et Kenichi Mizuuchi (flûte-à-bec), l’ensemble se forme à la Musikhochschule de Cologne,. Le nom de l’ensemble, « Harmonia Lenis », vient d’une collection publiée à Londres en 1700, qui signifie « douces harmonies ».

### Festivals et résidences
L’ensemble se produit régulièrement au Japon, aussi bien qu’en Europe et particulièrement en France avec l’ensemble Les Timbres,. Il apparaît également à la télévision et à la radio au Japon.
Il participe notamment aux festivals suivants :
- festival Musique & Mémoire[5]
- festival Baroque de Pontoise[6]
- festival baroque de Tarentaise[7]
- festival Musique en chemin[8]
- festival Musicancy[9]
- Tokyo Opera City (Japon)[10]
- Hakuju Hall (Tokyo - Japon)[11]

## Répertoire et projet artistique

### Effectif
Depuis 2010, l’ensemble a créé un partenariat avec l’Ensemble Les Timbres, avec lequel il a enregistré un disque. Cette collaboration donne lieu à des tournées en Europe et au Japon, chaque année en alternance.

## Accueil critique
Leurs productions  sont accueillies avec enthousiasme par la presse spécialisée : "Rarement un programme n'aura aussi bien mérité et porté son titre que le parcours jubilatoire proposé par Les Timbres, associés au duo japonais Harmonia Lenis dans des pièces instrumentales du premier baroque."

## Discographie
Harmonia Lenis enregistre sous le label Flora.
- 2015 - La Suave melodia avec Les Timbres - Andrea Falconieri, Dario Castello, Giovanni Paolo Cima, Tarquinio Merula, Marco Uccellini, Giovanni Battista Buonamente, Giovanni Gabrieli, Giovanni Battista Riccio, Francesco Turini, Giovanni Martino Cesare, Agostino Guerrieri[14]